# Тоболы
Тоболы́ (укр. Тоболи) — село в Прилесненской сельской общине Камень-Каширского района Волынской области Украины.
Население по переписи 2001 года составляет 1155 человек. Почтовый индекс — 44554. Телефонный код — 3357. Занимает площадь 3,945 км².